# Романтики (фильм, 2010)
«Рома́нтики» (англ. The Romantics) — американская романтическая комедия 2010 года режиссёра и сценариста Галта Нидерхоффера с Кэти Холмс, Джошем Дюамелем и Анной Пэкуин в главных ролях. Мировая премьера фильма состоялась в США 27 января 2010 года на кинофестивале «Сандэнс». 

## Сюжет
Семеро близких друзей собрались на свадьбу двоих из них. Проблемы возникают потому, что между невестой и подружкой невесты существует давняя конкуренция за жениха.

## В ролях
| Актёр            | Роль         |
| ---------------- | ------------ |
| Кэти Холмс       | Лора Роузен  |
| Джош Дюамель     | Том Макдевон |
| Анна Пэкуин      | Лайла Хейс   |
| Малин Акерман    | Триплер      |
| Адам Броди       | Джейк        |
| Дианна Агрон     | Маннау Хейс  |
| Джереми Стронг   | Пит          |
| Ребекка Лоуренс  | Уизи         |
| Кэндис Берген    | Августа Хейс |
| Элайджа Вуд      | Чип Хейс     |
| Джеймс К. Шаффер | Уильям Хейс  |
| Розмари Мерфи    | бабушка Хейс |